# Майор Газский
Майор (+302) — мученик Газский. День памяти 15 февраля.
Святой Майор (Μαΐωρ) жил во времена правления императоров Диоклетиана и Максимиана. Он был воином и служил вместе с африканцами. Когда в 302 году началось гонение на христиан, святой, который был в ту пору в Газе, Палестина, осудил губернатора, за что был арестован. После признания своей веры во Христа, он был подвергнут жестоким пыткам и умер через семь дней.